# 狼牙棒

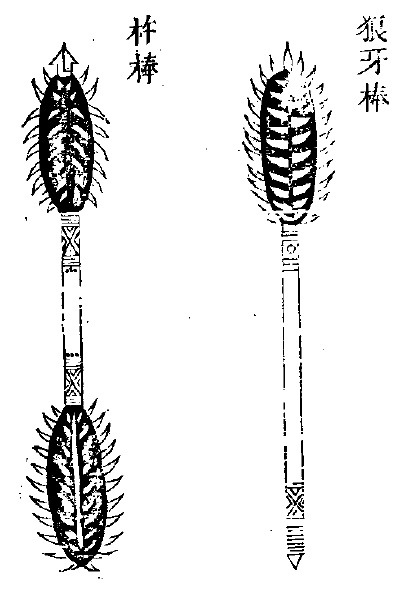
狼牙棒

狼牙棒（ろうげぼう、ろうがぼう）は、主に中国の戦国時代後期と宋代において用いられた、打撃武器の一種。狼の牙に譬えられる棘状の突起物を柄頭に数多く取り付けた棒状の武器である。
中国語では狼牙棒（拼音[lángyábàng]［ランヤーパン］）、英語では wolf's teeth mace、もしくは、wolf teeth mace と呼ぶ。
設計思想上近似の武器として日本の金砕棒（かなさいぼう）、ヨーロッパのモーニングスターやホーリーウォータースプリンクラーなども挙げることができるが、それらはむしろ片手用や歩兵用の蒺藜骨朶（しつれいこつだ）と類似する。
起源は春秋時代の武器・殳（しゅ）であるとされる。殳は刺すための穂先と、鋭利な突起の付いた2つの打撃部を持つ武器（殳部参照、wikt:殳）であったが、戦国時代には鋭利な青銅製突起物を付けた錘（すい）と呼ばれる紡錘形のおもりを柄の先端に一つ持つ形になった。
宋代に使用された物は軽量化のために堅木と30から40センチメートル程度の鉄製で突起を備えた比較的長い中空の頭部から成り、刀や薙刀のような鍛錬の工程が不要な事から重騎兵用の兵器として作られた。主として両手用の長柄で150から200センチメートルの長さを持ち、錘による打撃効果と棘の貫通能力は金属鎧を着用した相手に効果的であり、重装騎兵の装備として採用されていた。
『水滸伝』の好漢・秦明（架空の人物）が愛用したことで有名。長さは騎兵用や歩兵用など様々であるが、約80-190センチメートル、重量は0.5-3キログラム程度といわれている。